# Legal & General
Legal & General Group plc er en britisk multinational finansiel servicevirksomhed med hovedkvarter i London. Virksomheden er engageret i formueforvaltning, formuepleje, realkreditlån, pension og livsforsikring. De er tilstede i Europa, Asien og Amerika.
Legal & General er børsnoteret på London Stock Exchange og en del af FTSE 100 Index.
Legal & General blev etableret af Sergent John Adams og fem andre advokater i juni 1836 i en Chancery Lane coffee shop, oprindeligt med navnet New Law Life Assurance Society.